# Центр современной драматургии (Екатеринбург)
Центр Современной Драматургии — Екатеринбургский театр, площадка для экспериментов молодых драматургов, режиссёров и актёров.

## История
Центр был создан в 2009 году художественным руководителем Николаем Колядой и директором ЦСД Натальей Санниковой, но лишь только в 2014 году получил своё первое здание — Дом Маева, которое освободилось в результате переезда «Коляда-театра» по новому адресу (пр. Ленина, 97).
«Коляда-театр» оставил ЦСД десять постановок, в том числе «Концлагеристы», «Наташина мечта» и «Долорес Клейборн», а также работы студентов курса Коляды («Свадьба», «Мойдодыр», «Старые песни о главном-2»).

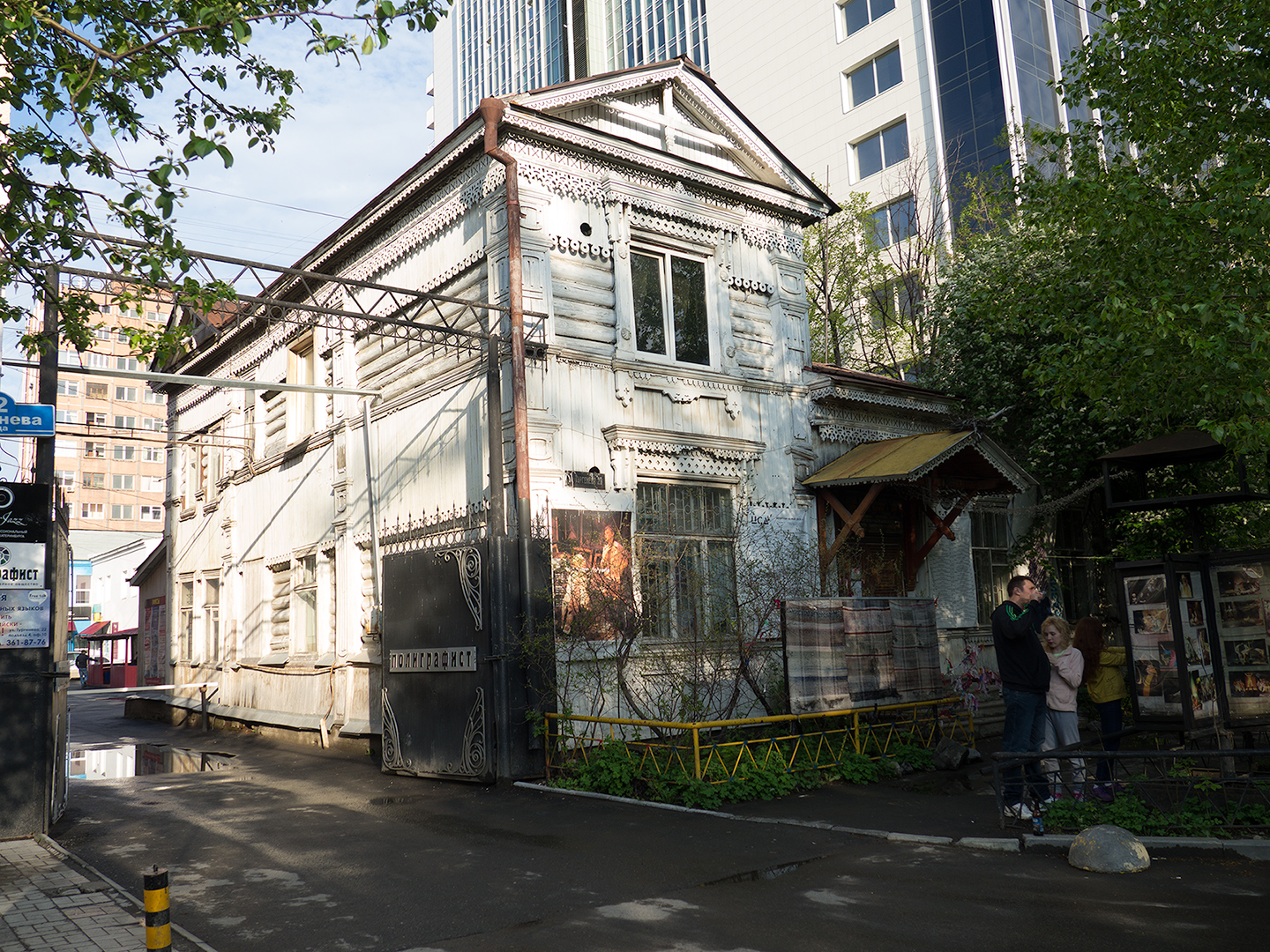
ЦСД на ул. Тургенева, 20
2014—2016 гг.

Мы оставляем центру десять наших спектаклей. Центру надо развиваться, зарабатывать деньги на электричество, отопление и так далее. Вот, для начала пусть у центра будет такой задел. Билеты на спектакли Центра современной драматургии будут продаваться в кассе на Тургенева, 20.
 — Николай Коляда.
Уже в сентябре 2015 года на московском форум-фестивале «Артмиграция» состоялся показ самого яркого на тот момент спектакля ЦСД — «СашБаш. Свердловск-Ленинград и назад». В Боярских палатах СТД, куда были приглашены выступить екатеринбуржцы, случился ажиотаж. Был найден единственно правильный выход: сыграть спектакль за один вечер дважды.
А в январе 2016 года ЦСД привозит в Москву уже три спектакля, объединенные в «Фестиваль „Уральская школа». Помимо «СашБаша…» это «Как Зоя гусей кормила» и «В этом городе жил и работал».
 В мае 2016 года «Царевич Заморышек» был показан на одиннадцатом международном фестивале студенческого театра в Белграде (FIST).
Летом 2016 года после фестиваля Коляда-plays Николай Коляда не сообщив никому из сотрудников театра расторг договор о безвозмездной аренде с городом "Избушки" на 49 лет. 2 сентября 2016 года Центр Современной Драматургии покидает «Избушку», переезжая в Гранатовый зал «Коляда-театра» на пр. Ленина, 97.
Во время традиционных январских гастролей Коляды 2017 года в Театральном центре на Страстном в находящихся рядом Боярских палатах показывают тринадцать постановок ЦСД, а четырнадцая премьерная «Москва-Петушки» проходит поздно вечером на основной сцене вслед за спектаклем Коляда-театра.
В сезон 2017/18 кроме московских гастролей в Компас-центре состоялось сразу несколько поездок по городам Урала и одна продолжительная в Краснодар и Ростов-на-Дону (на площадке Театра «18+») в мае. А в июне во Францию (Мец) с «Галатеей Собакиной».
Летом 2018 ЦСД перебрался в просторное лофт-пространство бывшего Рыбзавода на ул. Малышева, начав 3-4 августа вечеринкой «Нетипичное открытие театра».

## Проекты центра
- Горячая пьеса – читки только что написанных «теплых» пьес, прямиком из принтера.
- Драматурги ставят драматургов – ежегодный спецпроект «ЦСД», в котором драматурги пробуют себя в роли режиссёров и ставят пьесы своих коллег. Многие из постановок проекта занимают места в репертуаре театра.
- Лица улиц – ежегодный международный фестиваль театров от «Центра Современной Драматургии».
- Утопия – проект, в котором молодые драматурги, художники-постановщики, театральные композиторы и хореографы, работая совместно, создают совершенно уникальный эскиз.
- КиноLook – курс изучения кинопроизводства. Результатом которого становится короткометражный фильм.
- Концерты рок-групп Екатеринбурга («Курара», «Короли Изгоев», «Сам себе Джо», «РНѰ», «CANTADORA»).

## Авторы ЦСД
- Иван Андреев
- Владимир Антипов
- Станислав Вальковский
- Ирина Васьковская
- Семён Вяткин
- Светлана Баженова
- Анна Богачёва
- Полина Бородина
- Екатерина Бронникова
- Екатерина Гузема
- Роман Дымшаков
- Олжас Жанайдаров
- Алексей Житковский
- Алексей Забегин
- Александр Заболотный
- Алексей Зайцев
- Владимир Зуев
- Ангиза Ишбулдина
- Павел Казанцев
- Роман Козырчиков
- Николай Коляда
- Мария Конторович
- Константин Костенко
- Анна Матвеева
- Тая Сапурина
- Дмитрий Соколов
- Ксения Степанычева
- Ринат Ташимов
- Юлия Тупикина
- Ярослава Пулинович
- Дарья Уткина
- Анжелика Четвергова
- Валерий Шергин
- Гузель Яхина

## Репертуар
Текущий репертуар:
- 28 сентября 2014 года — «Старик Хоттабыч» Николая Коляды по мотивам Юрия Олеши (режиссёры — Николай Коляда и Антон Бутаков)
- «СашБаш. Свердловск-Ленинград и назад» — Ярославы Пулинович и Полины Бородиной (режиссёр — Семен Серзин)
- 14 ноября 2015 года — «Мне моё солнышко больше не светит» по пьесе Алексея Забегина и Владимира Антипова (режиссёры — Алексей Забегин и Владимир Антипов)
- 17 июня 2017 года — «Мизантроп» по пьесе Алексея Житковского (режиссёр — Александр Вахов)
- 16 сентября 2017 года — «Боюсь стать Колей» по пьесе Ивана Андреева (режиссёр — Антон Бутаков)
- 1 декабря 2017 года — «Денискины рассказы» по рассказам Виктора Драгунского (режиссёр — Антон Бутаков)
- 25 января 2019 года — «Зулейха открывает глаза» по одноименному роману Гузель Яхиной (инсценировка — Татьяна Савина, режиссёр — Антон Бутаков)
- 21 февраля 2019 года — «Магазин» по пьесе Олжаса Жанайдарова (режиссёр — Дмитрий Зимин)
- 21 апреля 2019 года — «Бесконечный апрель» по пьесе Ярославы Пулинович (режиссёр — Антон Бутаков)
- 13 июля 2019 года — «Лучший из них» по пьесе Юлия Дунского и Валерия Фрида (режиссёр — Антон Бутаков)
- 15 ноября 2019 года — «Петровы в гриппе и вокруг него» по одноименному роману Алексея Сальникова (режиссёр — Антон Бутаков)
- 20 декабря 2019 года — «Горница» по пьесе Германа Грекова (режиссёр — Герман Греков)
- 13 марта 2020 года — «Мёртвым сном» по пьесе Николая Коляды «Сказка о мертвой царевне» (режиссёр — Антон Бутаков)
- 30 сентября 2020 года — «Солнечная линия» по пьесе Ивана Вырыпаева (режиссёры — Алиса Кравцова и  Григорий Ильин)
- 16 октября 2020 года — «Гедда Габлер» по пьесе Генрика Ибсена (режиссёр — Антон Бутаков)
- 20 ноября 2020 года — «Королева красоты» по пьесе Мартина МакДонаха (режиссёр — Илья Калин)
- 18 декабря 2020 года — «Серёжа очень тупой» по пьесе Дмитрия Данилова (режиссёры — Илья Ротенберг и Антон Бутаков)
- 21 марта 2021 года — «Плаха» по роману Чингиза Айтматова (режиссёры — Антон Бутаков, Татьяна Савина и артисты театра, хореограф — Александр Фролов)
- 20 августа 2021 года — «Фокус-группа.Show» по рассказу Виктора Пелевина (режиссёр —Алиса Кравцова)
- 24 сентября 2021 года — «Как я обманул всех и Бога» по пьесе Алексея Федорченко и Лидии Канашовой «Вторая бар-мицва» (режиссёр — Алексей Федорченко)
- 13 ноября 2021 года — «Ёжик в тумане» по сказке Сергея Козлова (режиссёр — Антон Бутаков)
- 20 ноября 2021 года — «Римские фантазии» по рассказам Джанни Родари (режиссёр — Илья Калин)
- 27 ноября 2021 года — «Август графства Осейдж» по одноименной пьесе Трейси Леттса (режиссёр — Антон Бутаков)
- 4 декабря 2021 года — «Вверх тормашками» по одноименной пьесе Ксении Драгунской (режиссёр — Илья Калин)
- 1 апреля 2022 года — «Трудно быть богом» по повести братьев Стругацких (режиссёр — Антон Бутаков)
- 27 мая 2022 года — «Когти в печень (никто не вечен)» по пьесе Юрия Клавдиева (режиссёр — Александр Вахов)
- 5 июня 2022 года — «Мама. Монологи Риты» по пьесе Аси Волошиной (режиссёр — Антон Бутаков)
- 8 июля 2022 года — «Ёлка у Ивановых» по пьесе Александра Введенского (режиссёр — Илья Калин)
- 30 сентября 2022 года — «Любовь людей» по пьесе Дмитрия Богославского (режиссёр — Антон Бутаков)
- 2 декабря 2022 года — «Изображая жертву» по пьесе братьев Пресняковых (режиссёр — Антон Бутаков)
- 3 марта 2023 года — «Ведьма» по рассказам А.П. Чехова (режиссёр — Дмитрий Павловский)
- 10 марта 2023 года — «Понаехавшая» по роману Наринэ Абгарян (режиссёр — Ярославна Шастина)
- 25 мая 2023 года — «Альбом с голубем» по пьесе Алексея Федорченко и Лидии Канашовой (режиссёр — Алексей Федорченко)
- 28 июня 2023 года — «Что мне дала вода», пластический спектакль о жизни и творчестве Фриды Кало (режиссёр — Арина Орлова)

В разработке:
- Орестея — Эсхил (реж. артисты театра)

Бывшие спектакли:
- Иван Царевич и Серый Волк — Светланы Баженовой (реж. А. Вахов)
- Кот, дрозд и петушок — Николая Коляды (реж. Н. Коляда)
- Мама, мне оторвало руку — Марии Конторович (реж. М. Конторович и А. Тремазова)
- Галатея Собакина — Ирины Васьковской (реж. А. Бутаков)
- Девушки в любви, или иди ты на ***, Орфей — Ирины Васьковской (реж. Р. Ташимов)
- На кисельном берегу — Ангизы Ишбулдиной (реж. Э. Мухутдинова)
- Мисс ВИЧ — Мачей Ковалевского (реж. В. Мачей)
- Лолотта — Анны Матвеевой (реж. А. Бутаков) в рамках проекта «Самостоятельность»
- Царевич Заморышек — Ирины Васьковской (реж. Р. Ташимов)
- Щелкунчик — Светланы Баженовой и Марии Конторович (реж. С. Баженова)
- Лапсердак — Екатерины Гуземы (реж. Н. Коляда)
- Чайка — Антона Чехова (реж. Р. Ташимов)
- БЫ — Дмитрия Соколова (реж. Д. Соколов)
- Москва-Петушки — Светланы Баженовой по мотивам Венедикта Ерофеева (реж. Р. Ташимов)
- В этом городе жил и работал… — Константина Костенко (реж. А. Логачёв)
- Как Зоя гусей кормила — Светланы Баженовой (реж. С. Баженова) в рамках проекта «Драматурги ставят драматургов»
- Вся правда о моём отце — Екатерины Гуземы и Алексея Зайцева (реж. А. Вахов)
- В душе хороший человек — Светланы Баженовой (реж. С. Баженова)
- Пещерные мамы — Рината Ташимова (реж. Р. Ташимов)
- Казус Послера — Жака Мужено (реж. Е. Лукманова)
- Март — Ирины Васьковской (реж. Н. Коляда)
- Старые песни о главном 2 — (реж. Н. Коляда)
- Свадьба — Антона Чехова (реж. Н. Коляда)
- Цилиндр — Эдуардо Де Филиппо (реж. А. Вахов)
- Cafe «Мафе» — Владимира Зуева (реж. В. Зуев)
- Методом случайных чисел — Владимира Зуева (реж. В. Зуев)
- Розовый бантик — Ксении Степанычевой (реж. А. Сысоев)
- Моя любимая муха — Светланы Баженовой (реж. Р. Ташимов)
- Балаган Петрушки — Александра Заболотного (реж. Н. Гаранина)
- Три поросёнка — Владимира Зуева (реж. Н. Гаранина)
- Анна Ванна — Анны Богачёвой (реж. А. Сысоев)
- Клетка — Аси Сойкиной (реж. Р. Ташимов) в рамках проекта «Драматурги ставят драматургов»
- Фейерверки — Станислава Вальковского (реж. М. Конторович) в рамках проекта «Драматурги ставят драматургов»
- Золотой ключик или приключения Буратино — Николая Коляды по мотивам Алексея Толстого (реж. Н. Коляда)
- Банка сахара — Таи Сапуриной (реж. О. Билик и А. Вахов)
- Ромул и Рем — Бернар-Мари Кольтеса (реж. А. Вахов)
- Рыжий — по стихам Бориса Рыжего (реж. А. Вахов)
- Свингеры — Полины Бородиной (реж. Д. Уткина и И. Васьковская) в рамках проекта «Драматурги ставят драматургов»
- Я.Ма 2 — Валерия Шергина (реж. А. Вахов)
- В Москву! В Москву! — Дарьи Уткиной и Ирины Васьковской (реж. Р. Ташимов)
- Безымянная звезда — Михаила Себастьяна (реж. Н. Коляда)
- Хопца-Дрица-Лам-Ца-Ца — Константина Костенко (реж. В. Кокорин)
- Стрелять надо в голову — Валерия Шергина (реж. А. Вахов)
- За Америку! — Екатерины Бронниковой (реж. Е. Бронникова) в рамках проекта «Драматурги ставят драматургов»
- Герой — Павла Казанцева (реж. Я. Пулинович) в рамках проекта «Драматурги ставят драматургов»
- Цель — Станислава Вальковского (реж. С. Вяткин) в рамках проекта «Драматурги ставят драматургов»
- Я — Жюстин — Романа Козырчикова (реж. Д. Зимин)
- Бес небес — Валерия Шергина (реж. А. Бутаков) в рамках проекта «Драматурги ставят драматургов"
- Гримёрка —  Александра Гагарина, Сергея Данилова и Антона Бутакова (реж. А. Бутаков)
- Эмиль большая голова — Светланы Баженовой (реж. С. Баженова)
- Нюня — Николая Коляды (реж. А. Сысоев)
- Фиолетовые облака — Анжелики Четверговой (реж. А. Вахов)

## Актёры ЦСД
- Варвара Брылина («Лапсердак», «Галатея Собакина», «Москва-Петушки», «Девушки в любви, или иди ты на ***, Орфей»)
- Гюльнара Гимадутдинова («Нюня», «В душе хороший человек», «Чайка», «Москва-Петушки», «Иван Царевич и Серый Волк», «Ба»)
- Маргарита Токмакова («Царевич Заморышек», «Иван Царевич и Серый Волк», «В душе хороший человек», «Москва-Петушки», «Галатея Собакина»)
- Татьяна Савина («Девушки в любви, или иди ты на ***, Орфей», «Лапсердак», «Москва-Петушки», «Галатея Собакина»)

А также актёры «Коляда-театра», «ТЮЗа» и другие.